# Církevní fond (Polsko)
Církevní fond (pol. Fundusz Kościelny) je fondem bez právní subjektivity, z něhož polský stát částečně přispívá na provoz církví a náboženských společností.

## Historie
Církevní fond byl zřízen v roce 1950 v souvislosti se zabavením značné části církevního nemovitého majetku komunistickým státem. Církevní fond měl podle státu nahrazovat církvím ztracené příjmy ze zestátněného majetku a poskytovat duchovním určité materiální zabezpečení pro výkon jejich povolání. Zákon předpokládal, že fond bude čerpat prostředky z výnosů ze zabaveného církevního majetku a státních dotací. Protože zabavený majetek nebyl nikdy inventarizován, staly se jediným zdrojem příjmů fondu staly státní dotace.

## Užití
Po pádu komunistického režimu v Polsku jsou z církevního fondu plně nebo částečně hrazena sociální a zdravotní pojištění duchovních (tvoří 80-90% výdajů fondu). Z fondu jsou také poskytovány dotace na charitativní a osvětovou činnost církví a na rekonstrukci památkově chráněných sakrálních objektů.